# Список членів-кореспондентів НАН України
Список членів-кореспондентів НАН України, живих станом на 27 липня 2025 року, налічує 231   вчений:
| Прізвище ім'я по батькові          | Секція                               | Відділення                                   | Спеціальність                                            | Дата обрання      |
| ---------------------------------- | ------------------------------------ | -------------------------------------------- | -------------------------------------------------------- | ----------------- |
| Авраменко Андрій Олександрович     | фізико-технічних і математичних наук | фізико-технічних проблем енергетики          | теплофізика                                              | 4 лютого 2009     |
| Аксьонов Олександр Федотович       | фізико-технічних і математичних наук | фізико-технічних проблем матеріалознавства   | матеріалознавство                                        | 2 квітня 1976     |
| Алпатов Анатолій Петрович          | фізико-технічних і математичних наук | механіки                                     | механіка                                                 | 7 березня 2018    |
| Андрейків Олександр Євгенович      | фізико-технічних і математичних наук | фізико-технічних проблем матеріалознавства   | матеріалознавство, міцність матеріалів                   | 15 січня 1988     |
| Андрущенко Віктор Петрович         | суспільних і гуманітарних наук       | історії, філософії та права                  | філософія                                                | 4 лютого 2009     |
| Анісімов Володимир Владиславович   | фізико-технічних і математичних наук | інформатики                                  | системний аналіз і програмування                         | 14 квітня 1995    |
| Антонов Віктор Миколайович         | фізико-технічних і математичних наук | фізики і астрономії                          | фізика металів, обчислювальний експеримент               | 6 травня 2006     |
| Базилевич Віктор Дмитрович         | суспільних і гуманітарних наук       | економіки                                    | економічна теорія                                        | 4 лютого 2009     |
| Басок Борис Іванович               | фізико-технічних і математичних наук | фізико-технічних проблем енергетики          | технічна теплофізика                                     | 6 травня 2006     |
| Бершеда Євген Романович            | суспільних і гуманітарних наук       | економіки                                    | економічне прогнозування                                 | 4 грудня 1997     |
| Бешта Олександр Степанович         | фізико-технічних і математичних наук | фізико-технічних проблем енергетики          | гірнича і металургійна енергетика                        | 13 квітня 2012    |
| Білоус Віталій Арсентійович        | фізико-технічних і математичних наук | ядерної фізики та енергетики                 | ядерна енергетика                                        | 7 березня 2018    |
| Боряк Геннадій Володимирович       | суспільних і гуманітарних наук       | історії, філософії та права                  | всесвітня історія                                        | 13 квітня 2012    |
| Брей Володимир Вікторович          | хімічних і біологічних наук          | хімії                                        | каталіз                                                  | 4 лютого 2009     |
| Бутенко Геннадій Михайлович        |                                      |                                              | патофізіологія                                           |                   |
| Ваврів Дмитро Михайлович           | фізико-технічних і математичних наук | фізики і астрономії                          | космічна фізика, радіоелектроніка                        | 6 травня 2006     |
| Валах Михайло Якович               | фізико-технічних і математичних наук | фізики і астрономії                          | фізика напівпровідників та діелектриків                  | 25 листопада 1992 |
| Вассер Соломон Павлович            | хімічних і біологічних наук          | загальної біології                           | ботаніка                                                 | 15 січня 1988     |
| Величко Олександр Григорович       | фізико-технічних і математичних наук | фізико-технічних проблем матеріалознавства   | металургія                                               | 4 лютого 2009     |
| Віднянський Степан Васильович      | суспільних і гуманітарних наук       | історії, філософії та права                  | всесвітня історія                                        | 6 березня 2015    |
| Власюк Олександр Степанович        | суспільних і гуманітарних наук       | економіки                                    | економіко-математичне моделювання                        | 13 квітня 2012    |
| Вовк Андрій Іванович               | хімічних і біологічних наук          | хімії                                        | біоорганічна хімія                                       | 4 лютого 2009     |
| Вовченко Олександр Іванович        | фізико-технічних і математичних наук | фізико-технічних проблем матеріалознавства   | матеріалознавство, технологія матеріалів                 | 7 березня 2018    |
| Волков Ігор Володимирович          | фізико-технічних і математичних наук | фізико-технічних проблем енергетики          | системи стабілізованого струму                           | 15 січня 1988     |
| Воропаєв Геннадій Олександрович    | фізико-технічних і математичних наук | механіки                                     | гідромеханіка                                            | 6 березня 2015    |
| Гектін Олександр Вульфович         | фізико-технічних і математичних наук | фізико-технічних проблем матеріалознавства   | матеріалознавство, технологія сцинтиляційних матеріалів  | 6 березня 2015    |
| Гінтов Олег Борисович              | фізико-технічних і математичних наук | наук про Землю                               | тектонофізика                                            | 13 квітня 2012    |
| Гірка Ігор Олександрович           | фізико-технічних і математичних наук | ядерної фізики та енергетики                 | плазмова електроніка                                     | 7 березня 2018    |
| Гладун Олександр Миколайович       | суспільних і гуманітарних наук       | економіки                                    | демографія                                               | 7 березня 2018    |
| Глинчук Майя Давидівна             | фізико-технічних і математичних наук | фізико-технічних проблем матеріалознавства   | матеріалознавство, технологія матеріалів                 | 14 квітня 1995    |
| Глухов Олександр Захарович         | хімічних і біологічних наук          | загальної біології                           | біологічне і ландшафтне різноманіття                     | 4 лютого 2009     |
| Гогаєв Казбек Олександрович        | фізико-технічних і математичних наук | фізико-технічних проблем матеріалознавства   | матеріалознавство, порошкова металургія                  | 4 лютого 2009     |
| Головаха Євгеній Іванович          | суспільних і гуманітарних наук       | історії, філософії та права                  | соціологія                                               | 7 березня 2018    |
| Головко Мирослав Федорович         | фізико-технічних і математичних наук | фізики і астрономії                          | фізика м'якої речовини                                   | 16 травня 2003    |
| Григорьєв Олег Миколайович         | фізико-технічних і математичних наук | фізико-технічних проблем матеріалознавства   | матеріалознавство, технологія матеріалів                 | 6 травня 2006     |
| Губарев Вячеслав Федорович         | фізико-технічних і математичних наук | інформатики                                  | інформатика                                              | 6 травня 2006     |
| Гула Надія Максимівна              | хімічних і біологічних наук          | біохімії, фізіології і молекулярної біології | медична біохімія                                         | 11 квітня 1991    |
| Гундорова Тамара Іванівна          | суспільних і гуманітарних наук       | літератури, мови та мистецтвознавства        | літературознавство                                       | 16 травня 2003    |
| Гупал Анатолій Михайлович          | фізико-технічних і математичних наук | інформатики                                  | інформатика                                              | 4 лютого 2009     |
| Гутлянський Володимир Якович       | фізико-технічних і математичних наук | математики                                   | алгебра та аналіз                                        | 4 лютого 2009     |
| Гюллінг Едуард Вальтерович         |                                      |                                              | патофізіологія, ендокринологія                           |                   |
| Даниленко Анатолій Іванович        | суспільних і гуманітарних наук       | економіки                                    | фінанси, грошовий обіг і кредит                          | 6 травня 2006     |
| Даниленко Віктор Михайлович        | суспільних і гуманітарних наук       | історії, філософії та права                  | історія України                                          | 16 травня 2003    |
| Дмитрах Ігор Миколайович           | фізико-технічних і математичних наук | фізико-технічних проблем матеріалознавства   | матеріалознавство, корозія металів                       | 16 травня 2003    |
| Дмитрієв Олександр Петрович        | хімічних і біологічних наук          | загальної біології                           | фітоімунологія                                           | 6 травня 2006     |
| Дрінфельд Володимир Гершонович     | фізико-технічних і математичних наук | математики                                   | математика                                               | 25 листопада 1992 |
| Дрозд Юрій Анатолійович            | фізико-технічних і математичних наук | математики                                   | алгебра                                                  | 13 квітня 2012    |
| Дубровіна Любов Андріївна          | суспільних і гуманітарних наук       | історії, філософії та права                  | архівознавство, документознавство                        | 6 травня 2006     |
| Євтух Володимир Борисович          | суспільних і гуманітарних наук       | історії, філософії та права                  | політологія                                              | 25 листопада 1992 |
| Єгер Дмитро Олександрович          | фізико-технічних і математичних наук | фізико-технічних проблем енергетики          | нафтогазова енергетика                                   | 6 травня 2006     |
| Єгоров Ігор Юрійович               | суспільних і гуманітарних наук       | економіки                                    | економіка науки                                          | 7 березня 2018    |
| Ємельянов Володимир Олександрович  | фізико-технічних і математичних наук | наук про Землю                               | морська геологія                                         | 6 березня 2015    |
| Ємець Алла Іванівна                | хімічних і біологічних наук          | загальної біології                           | рослинні біотехнології                                   | 6 березня 2015    |
| Єрмоленко Анатолій Миколайович     | суспільних і гуманітарних наук       | історії, філософії та права                  | філософська антропологія                                 | 7 березня 2018    |
| Жовинський Едуард Якович           | фізико-технічних і математичних наук | наук про Землю                               | гірнича екологія                                         | 7 квітня 2000     |
| Жовтянський Віктор Андрійович      | фізико-технічних і математичних наук | фізико-технічних проблем енергетики          | газоплазмові процеси в енергетиці                        | 13 квітня 2012    |
| Загнітко Анатолій Панасович        | суспільних і гуманітарних наук       | літератури, мови та мистецтвознавства        | українська мова                                          | 13 квітня 2012    |
| Загорський Володимир Степанович    | суспільних і гуманітарних наук       | економіки                                    | економіка                                                | 4 лютого 2009     |
| Зажигалов Валерій Олексійович      | хімічних і біологічних наук          | хімії                                        | кінетика і каталіз                                       | 6 травня 2006     |
| Зайцев Володимир Миколайович       | хімічних і біологічних наук          | хімії                                        | хімія поверхні                                           | 4 лютого 2009     |
| Заіменко Наталія Василівна         | хімічних і біологічних наук          | загальної біології                           | екологія рослинного світу                                | 6 березня 2015    |
| Залознова Юлія Станіславівна       | суспільних і гуманітарних наук       | економіки                                    | економіка промисловості                                  | 7 березня 2018    |
| Звєряков Михайло Іванович          | суспільних і гуманітарних наук       | економіки                                    | економічна теорія                                        | 13 квітня 2012    |
| Іваницький Анатолій Іванович       | суспільних і гуманітарних наук       | літератури, мови та мистецтвознавства        | фольклористика                                           | 13 квітня 2012    |
| Іваниця Володимир Олексійович      | хімічних і біологічних наук          | біохімії, фізіології і молекулярної біології | мікробіологія                                            | 7 березня 2018    |
| Іванов Борис Олексійович           | фізико-технічних і математичних наук | фізики і астрономії                          | теоретична фізика                                        | 4 лютого 2009     |
| Іванов Сергій Володимирович        | суспільних і гуманітарних наук       | економіки                                    | економіка транспорту                                     | 7 березня 2018    |
| Івахненко Сергій Олексійович       | фізико-технічних і математичних наук | фізико-технічних проблем матеріалознавства   | матеріалознавство, надтверді матеріали                   | 13 квітня 2012    |
| Ільницький Микола Миколайович      | суспільних і гуманітарних наук       | літератури, мови та мистецтвознавства        | літературознавство                                       | 16 травня 2003    |
| Іутинська Галина Олександрівна     | хімічних і біологічних наук          | біохімії, фізіології і молекулярної біології | клітинна біологія                                        | 4 лютого 2009     |
| Карачевцев Віктор Олексійович      | фізико-технічних і математичних наук | фізики і астрономії                          | експериментальна фізика біосистем                        | 7 березня 2018    |
| Кендзера Олександр Володимирович   | фізико-технічних і математичних наук | наук про Землю                               | сейсмологія                                              | 6 березня 2015    |
| Кизим Микола Олександрович         | суспільних і гуманітарних наук       | економіки                                    | економіка промисловості                                  | 6 березня 2015    |
| Кир'ян Валерій Іванович            | фізико-технічних і математичних наук | фізико-технічних проблем матеріалознавства   | міцність матеріалів і конструкцій                        | 16 травня 2003    |
| Кіндрачук Мирослав Васильович      | фізико-технічних і математичних наук | фізико-технічних проблем матеріалознавства   | матеріалознавство, порошкова металургія                  | 7 березня 2018    |
| Кісельова Олена Михайлівна         | фізико-технічних і математичних наук | інформатики                                  | образні інформаційні технології                          | 6 березня 2015    |
| Клепіков Вячеслав Федорович        | фізико-технічних і математичних наук | ядерної фізики та енергетики                 | прикладна фізика                                         | 16 травня 2003    |
| Клименко Віктор Миколайович        | фізико-технічних і математичних наук | фізико-технічних проблем енергетики          | теплоенергетика                                          | 14 квітня 1995    |
| Книш Віталій Васильович            | фізико-технічних і математичних наук | фізико-технічних проблем матеріалознавства   | міцність матеріалів і конструкцій                        | 7 березня 2018    |
| Кнопов Павло Соломонович           | фізико-технічних і математичних наук | інформатики                                  | інформатика                                              | 13 квітня 2012    |
| Коваленко Надія Костянтинівна      |                                      |                                              | мікробіологія                                            |                   |
| Коваль Юрій Миколайович            | фізико-технічних і математичних наук | фізико-технічних проблем матеріалознавства   | матеріалознавство, технологія монокристалів              | 7 квітня 2000     |
| Колбасов Геннадій Якович           | хімічних і біологічних наук          | хімії                                        | технічна хімія                                           | 7 березня 2018    |
| Колесник Віктор Федорович          | суспільних і гуманітарних наук       | історії, філософії та права                  | всесвітня історія                                        | 4 лютого 2009     |
| Кондратенко Ігор Петрович          | фізико-технічних і математичних наук | фізико-технічних проблем енергетики          | енергетика                                               | 6 березня 2015    |
| Кораблін Сергій Олександрович      | суспільних і гуманітарних наук       | економіки                                    | макроекономіка                                           | 7 березня 2018    |
| Кордюм Віталій Арнольдович         |                                      |                                              | медична генетика                                         |                   |
| Корнелюк Олександр Іванович        |                                      |                                              | молекулярна біологія                                     |                   |
| Корнєєв Валерій Олексійович        | хімічних і біологічних наук          | загальної біології                           | ентомологія                                              | 7 березня 2018    |
| Костик Роман Іванович              | фізико-технічних і математичних наук | фізики і астрономії                          | астрофізика                                              | 25 листопада 1992 |
| Костіков Андрій Олегович           | фізико-технічних і математичних наук | фізико-технічних проблем енергетики          | моделювання в енергетичному машинобудуванні              | 7 березня 2018    |
| Коць Сергій Ярославович            | хімічних і біологічних наук          | загальної біології                           | фізіологія азотфіксації                                  | 6 березня 2015    |
| Кочелап Вячеслав Олександрович     | фізико-технічних і математичних наук | фізики і астрономії                          | фізика напівпровідників                                  | 13 квітня 2012    |
| Кочубей Анатолій Наумович          | фізико-технічних і математичних наук | математики                                   | математична фізика                                       | 6 березня 2015    |
| Крак Юрій Васильович               | фізико-технічних і математичних наук | інформатики                                  | інформатика                                              | 7 березня 2018    |
| Круковський Олександр Петрович     | фізико-технічних і математичних наук | механіки                                     | механіка                                                 | 7 березня 2018    |
| Крючин Андрій Андрійович           | фізико-технічних і математичних наук | інформатики                                  | інформатика                                              | 4 лютого 2009     |
| Кудінов Володимир Михайлович       | фізико-технічних і математичних наук | фізико-технічних проблем матеріалознавства   | матеріалознавство                                        | 1 квітня 1982     |
| Кудря Степан Олександрович         | фізико-технічних і математичних наук | фізико-технічних проблем енергетики          | екологія енергетики                                      | 7 березня 2018    |
| Кудряченко Андрій Іванович         | суспільних і гуманітарних наук       | історії, філософії та права                  | всесвітня історія                                        | 7 березня 2018    |
| Кузнецов Володимир Григорович      | фізико-технічних і математичних наук | фізико-технічних проблем енергетики          | електроенергетика                                        | 18 травня 1990    |
| Кузнєцов Микола Юрійович           | фізико-технічних і математичних наук | інформатики                                  | комп'ютерні технології                                   | 4 лютого 2009     |
| Куліш Микола Полікарпович          | фізико-технічних і математичних наук | ядерної фізики та енергетики                 | радіаційна фізика                                        | 4 лютого 2009     |
| Кунах Віктор Анатолійович          | хімічних і біологічних наук          | біохімії, фізіології і молекулярної біології | фізіологія рослин, генетика                              | 4 грудня 1997     |
| Кутас Роман Іванович               | фізико-технічних і математичних наук | наук про Землю                               | геофізика                                                | 4 лютого 2009     |
| Кучмій Степан Ярославович          | хімічних і біологічних наук          | хімії                                        | нанохімія                                                | 6 травня 2006     |
| Левченко Георгій Георгійович       | фізико-технічних і математичних наук | фізики і астрономії                          | фізика магнітних систем, резонансні явища                | 6 березня 2015    |
| Лисенко Володимир Сергійович       | фізико-технічних і математичних наук | інформатики                                  | обчислювальна техніка                                    | 25 листопада 1992 |
| Лихоліт Микола Іванович            | фізико-технічних і математичних наук | фізики і астрономії                          | лазерне приладобудування, системи керування              | 6 березня 2015    |
| Ляшко Сергій Іванович              | фізико-технічних і математичних наук | інформатики                                  | інформатика                                              | 16 травня 2003    |
| Мазур Валерій Леонідович           | фізико-технічних і математичних наук | фізико-технічних проблем матеріалознавства   | металургія                                               | 4 грудня 1997     |
| Майборода Олександр Микитович      | суспільних і гуманітарних наук       | історії, філософії та права                  | політологія                                              | 7 березня 2018    |
| Майстренко Анатолій Львович        | фізико-технічних і математичних наук | фізико-технічних проблем матеріалознавства   | матеріалознавство, технологія матеріалів                 | 6 травня 2006     |
| Макарова Олена Володимирівна       | суспільних і гуманітарних наук       | економіки                                    | соціоекономіка                                           | 6 березня 2015    |
| Максимчук Валентин Юхимович        | фізико-технічних і математичних наук | наук про Землю                               | тектоно- і палеомагнетизм                                | 7 березня 2018    |
| Мамченко Олексій Володимирович     | хімічних і біологічних наук          | хімії                                        | хімічні проблеми захисту довкілля                        | 4 лютого 2009     |
| Манцуров Ігор Германович           | суспільних і гуманітарних наук       | економіки                                    | інституційна економіка                                   | 13 квітня 2012    |
| Мацелюх Богдан Павлович            | хімічних і біологічних наук          | біохімії, фізіології і молекулярної біології | молекулярна генетика                                     | 18 травня 1990    |
| Мєшков Юрій Якович                 | фізико-технічних і математичних наук | фізико-технічних проблем матеріалознавства   | електротермія                                            | 4 лютого 2009     |
| Михальський Валерій Михайлович     | фізико-технічних і математичних наук | фізико-технічних проблем енергетики          | силова електроніка                                       | 7 березня 2018    |
| Мікловда Василь Петрович           | суспільних і гуманітарних наук       | економіки                                    | економіка                                                | 7 квітня 2000     |
| Мінченко Олександр Григорович      | хімічних і біологічних наук          | біохімії, фізіології і молекулярної біології | молекулярна генетика, онкогенетика                       | 7 березня 2018    |
| Мойсієнко Віктор Михайлович        | хімічних і біологічних наук          | загальної біології                           | екологія рослинного світу                                | 13 квітня 2012    |
| Мосякін Сергій Леонідович          | хімічних і біологічних наук          | загальної біології                           | екологія рослинного світу                                | 13 квітня 2012    |
| Мохор Володимир Володимирович      | фізико-технічних і математичних наук | фізико-технічних проблем енергетики          | інформаційна безпека та моделювання в енергетиці         | 7 березня 2018    |
| Моця Олександр Петрович            | суспільних і гуманітарних наук       | історії, філософії та права                  | археологія                                               | 16 травня 2003    |
| Мунтіян Валерій Іванович           | суспільних і гуманітарних наук       | економіки                                    | оборонна економіка                                       | 6 травня 2006     |
| Мушкетик Леся Георгіївна           | суспільних і гуманітарних наук       | літератури, мови та мистецтвознавства        | народознавство                                           | 7 березня 2018    |
| Мхітарян Нвєр Мнацаканович         | фізико-технічних і математичних наук | фізико-технічних проблем енергетики          | альтернативні та відновлювані джерела енергії            | 16 травня 2003    |
| Найден Олександр Семенович         | суспільних і гуманітарних наук       | літератури, мови та мистецтвознавства        | мистецтвознавство                                        | 7 березня 2018    |
| Нарівський Анатолій Васильович     | фізико-технічних і математичних наук | фізико-технічних проблем матеріалознавства   | матеріалознавство, технологія металів                    | 7 березня 2018    |
| Негрійко Анатолій Михайлович       | фізико-технічних і математичних наук | фізики і астрономії                          | радіофізика і електроніка                                | 13 квітня 2012    |
| Нестеренков Володимир Михайлович   | фізико-технічних і математичних наук | фізико-технічних проблем матеріалознавства   | матеріалознавство, зварювання металів                    | 13 квітня 2012    |
| Никифорович Євген Іванович         | фізико-технічних і математичних наук | механіки                                     | механіка                                                 | 4 лютого 2009     |
| Никоненко Олександр Семенович      |                                      |                                              | трансплантологія                                         |                   |
| Нікітін Анатолій Глібович          | фізико-технічних і математичних наук | математики                                   | диференціальні рівняння                                  | 4 лютого 2009     |
| Новицька-Усенко Людмила Василівна  |                                      |                                              | клінічна фізіологія                                      |                   |
| Новосельцев Олександр Вікторович   | фізико-технічних і математичних наук | фізико-технічних проблем енергетики          | моделювання в енергетиці                                 | 6 травня 2006     |
| Огенко Володимир Михайлович        | хімічних і біологічних наук          | хімії                                        | фізична хімія                                            | 4 грудня 1997     |
| Одулов Сергій Георгійович          | фізико-технічних і математичних наук | фізики і астрономії                          | експериментальна фізика                                  | 14 квітня 1995    |
| Олійник Олександр Якович           | фізико-технічних і математичних наук | механіки                                     | гідромеханіка                                            | 27 грудня 1973    |
| Омельчук Анатолій Опанасович       | хімічних і біологічних наук          | хімії                                        | технічна хімія                                           | 4 лютого 2009     |
| Оніщенко Іван Миколайович          | фізико-технічних і математичних наук | ядерної фізики та енергетики                 | фізика іонних пучків                                     | 6 березня 2015    |
| Орлик Світлана Микитівна           | хімічних і біологічних наук          | хімії                                        | каталітичні процеси та реактори                          | 13 квітня 2012    |
| Панкратова Наталія Дмитрівна       | фізико-технічних і математичних наук | інформатики                                  | системний аналіз                                         | 7 березня 2018    |
| Петров Ельмар Григорович           | фізико-технічних і математичних наук | фізики і астрономії                          | радіофізика, електроніка                                 | 16 травня 2003    |
| Підоплічко Володимир Іванович      | хімічних і біологічних наук          | загальної біології                           | клітинна біологія                                        | 18 травня 1990    |
| Пілюгін Леонід Степанович          | фізико-технічних і математичних наук | фізики і астрономії                          | астрофізика                                              | 6 березня 2015    |
| Попик Володимир Іванович           | суспільних і гуманітарних наук       | історії, філософії та права                  | культурологія, соціальні комунікації                     | 6 березня 2015    |
| Попов Михайло Олексійович          | фізико-технічних і математичних наук | наук про Землю                               | аерокосмічні дослідження Землі                           | 7 березня 2018    |
| Портенко Микола Іванович           | фізико-технічних і математичних наук | математики                                   | математика                                               | 14 квітня 1995    |
| Пугач Валерій Михайлович           | фізико-технічних і математичних наук | ядерної фізики та енергетики                 | ядерна фізика                                            | 7 березня 2018    |
| Реєнт Олександр Петрович           | суспільних і гуманітарних наук       | історії, філософії та права                  | історія України                                          | 7 квітня 2000     |
| Резніков Олександр Григорович      | хімічних і біологічних наук          | біохімії, фізіології і молекулярної біології | патофізіологія, ендокринологія                           | 11 квітня 1991    |
| Рибалка Олександр Ілліч            | хімічних і біологічних наук          | загальної біології                           | генетика якості злаків                                   | 7 березня 2018    |
| Риндич Алла Володимирівна          | хімічних і біологічних наук          | біохімії, фізіології і молекулярної біології | молекулярна біологія                                     | 4 грудня 1997     |
| Розов Володимир Юрійович           | фізико-технічних і математичних наук | фізико-технічних проблем енергетики          | магнетизм технічних об'єктів                             | 4 лютого 2009     |
| Романенко Аліна Михайлівна         | хімічних і біологічних наук          | біохімії, фізіології і молекулярної біології | онкологія                                                | 25 листопада 1992 |
| Романюк Мирослав Миколайович       | суспільних і гуманітарних наук       | історії, філософії та права                  | соціальні комунікації                                    | 4 лютого 2009     |
| Рудавський Едуард Якович           | фізико-технічних і математичних наук | фізики і астрономії                          | фізика низькотемпературних явищ                          | 16 травня 2003    |
| Рудаков Єлисей Сергійович          | хімічних і біологічних наук          | хімії                                        | фізична хімія, каталіз і кінетика                        | 17 березня 1972   |
| Руденко Анатолій Вікторович        | хімічних і біологічних наук          | біохімії, фізіології і молекулярної біології | кардіохірургія                                           | 4 лютого 2009     |
| Рущицький Ярема Ярославович        | фізико-технічних і математичних наук | механіки                                     | механіка                                                 | 7 березня 2018    |
| Рябченко Сергій Михайлович         | фізико-технічних і математичних наук | фізики і астрономії                          | фізика магнітних явищ                                    | 25 листопада 1992 |
| Савченко Юрій Миколайович          | фізико-технічних і математичних наук | механіки                                     | прикладна механіка                                       | 4 грудня 1997     |
| Сагач Вадим Федорович              | хімічних і біологічних наук          | біохімії, фізіології і молекулярної біології | фізіологія людини і тварин                               | 14 квітня 1995    |
| Саєнко Валерій Феодосійович        | хімічних і біологічних наук          | біохімії, фізіології і молекулярної біології | хірургія, урологія                                       | 11 квітня 1991    |
| Семененко Віра Пантелеївна         | фізико-технічних і математичних наук | наук про Землю                               | космічна мінералогія                                     | 7 березня 2018    |
| Сидоренко Сергій Іванович          | фізико-технічних і математичних наук | фізико-технічних проблем матеріалознавства   | матеріалознавство, технологія металів                    | 6 травня 2006     |
| Сизов Федір Федорович              | фізико-технічних і математичних наук | фізики і астрономії                          | фізика низьковимірних систем                             | 7 квітня 2000     |
| Симоненко Валентин Костянтинович   | суспільних і гуманітарних наук       | економіки                                    | макроекономіка                                           | 6 травня 2006     |
| Сіденко Володимир Романович        | суспільних і гуманітарних наук       | економіки                                    | світова економіка                                        | 6 травня 2006     |
| Сідоров Володимир Анатолійович     | хімічних і біологічних наук          | загальної біології                           | фізіологія рослин                                        | 25 листопада 1992 |
| Сініцин Ігор Петрович              | фізико-технічних і математичних наук | інформатики                                  | Інтелектуальні системи. Штучний інтелект                 | 26 квітня 2024    |
| Сіренко Василь Федорович           | суспільних і гуманітарних наук       | історії, філософії та права                  | право                                                    | 14 квітня 1995    |
| Скибо Галина Григорівна            | хімічних і біологічних наук          | біохімії, фізіології і молекулярної біології | нейрофізіологія                                          | 7 березня 2018    |
| Скрипаль Іван Гаврилович           | хімічних і біологічних наук          | біохімії, фізіології і молекулярної біології | молекулярна біологія                                     | 25 листопада 1992 |
| Скрипниченко Марія Іллівна         | суспільних і гуманітарних наук       | економіки                                    | економетрика                                             | 6 березня 2015    |
| Слободяник Микола Семенович        | хімічних і біологічних наук          | хімії                                        | неорганічна хімія                                        | 4 грудня 1997     |
| Слюсаренко Оксана Олександрівна    | суспільних і гуманітарних наук       | історії, філософії та права                  | соціальна філософія                                      | 13 квітня 2012    |
| Сокол Євген Іванович               | фізико-технічних і математичних наук | фізико-технічних проблем енергетики          | керування в силовій електроніці                          | 13 квітня 2012    |
| Солдатенко Валерій Федорович       | суспільних і гуманітарних наук       | історії, філософії та права                  | історія України                                          | 6 травня 2006     |
| Сорокін Віктор Михайлович          | фізико-технічних і математичних наук | фізико-технічних проблем матеріалознавства   | матеріалознавство, світлотехнічні матеріали              | 6 березня 2015    |
| Стасик Олег Остапович              | хімічних і біологічних наук          | загальної біології                           | фізіологія рослин                                        | 7 березня 2018    |
| Степанюк Леонід Михайлович         | фізико-технічних і математичних наук | наук про Землю                               | петрологія і геохімія                                    | 6 березня 2015    |
| Стойка Ростислав Стефанович        | хімічних і біологічних наук          | біохімії, фізіології і молекулярної біології | біохімія                                                 | 6 травня 2006     |
| Стоян Юрій Григорович              | фізико-технічних і математичних наук | фізико-технічних проблем енергетики          | електротехніка і електронне моделювання                  | 28 березня 1985   |
| Стржемечний Михайло Олексійович    | фізико-технічних і математичних наук | фізики і астрономії                          | фізика високих тисків                                    | 16 травня 2003    |
| Сугаков Володимир Йосипович        | фізико-технічних і математичних наук | ядерної фізики та енергетики                 | фізика невпорядкованих систем                            | 16 травня 2003    |
| Суходуб Леонід Федорович           | хімічних і біологічних наук          | біохімії, фізіології і молекулярної біології | біофізика                                                | 4 лютого 2009     |
| Тараненко Олександр Онисимович     | суспільних і гуманітарних наук       | літератури, мови та мистецтвознавства        | загальне мовознавство                                    | 7 березня 2018    |
| Тарапов Сергій Іванович            | фізико-технічних і математичних наук | фізики і астрономії                          | експериментальна радіофізика, метаматеріали              | 6 березня 2015    |
| Тарелін Анатолій Олексійович       | фізико-технічних і математичних наук | фізико-технічних проблем енергетики          | енергомашино-будування                                   | 6 травня 2006     |
| Тимошенко Валерій Іванович         | фізико-технічних і математичних наук | механіки                                     | механіка космічних апаратів                              | 7 квітня 2000     |
| Товажнянський Леонід Леонідович    | хімічних і біологічних наук          | хімії                                        | хімічна технологія                                       | 6 березня 2015    |
| Товкач Федір Іванович              | хімічних і біологічних наук          | біохімії, фізіології і молекулярної біології | вірусологія                                              | 6 березня 2015    |
| Толмачов Олександр Володимирович   | фізико-технічних і математичних наук | фізико-технічних проблем матеріалознавства   | матеріалознавство, технологія функціональних матеріалів  | 6 травня 2006     |
| Толочко Олексій Петрович           | суспільних і гуманітарних наук       | історії, філософії та права                  | історія України                                          | 4 лютого 2009     |
| Тронько Микола Дмитрович           | хімічних і біологічних наук          | біохімії, фізіології і молекулярної біології | радіаційна медицина                                      | 25 листопада 1992 |
| Трофимчук Олександр Миколайович    | фізико-технічних і математичних наук | інформатики                                  | космічні дослідження                                     | 13 квітня 2012    |
| Туров Володимир Всеволодович       | хімічних і біологічних наук          | хімії                                        | хімія твердого тіла                                      | 6 березня 2015    |
| Уваров Віктор Миколайович          | фізико-технічних і математичних наук | фізики і астрономії                          | нанофізика                                               | 4 лютого 2009     |
| Устименко Володимир Анатолійович   | суспільних і гуманітарних наук       | історії, філософії та права                  | право                                                    | 7 березня 2018    |
| Файнлейб Олександр Маркович        | хімічних і біологічних наук          | хімії                                        | макромолекулярна хімія                                   | 7 березня 2018    |
| Федірко Віктор Миколайович         | фізико-технічних і математичних наук | фізико-технічних проблем матеріалознавства   | матеріалознавство, технологія металів                    | 4 лютого 2009     |
| Федоров Олег Павлович              | фізико-технічних і математичних наук | інформатики                                  | космічні дослідження                                     | 6 березня 2015    |
| Федоровський Олександр Дмитрович   | фізико-технічних і математичних наук | наук про Землю                               | гідродинаміка, гідрофізика                               | 1 квітня 1982     |
| Фельдман Геннадій Михайлович       | фізико-технічних і математичних наук | математики                                   | функціональний аналіз і теорія функцій                   | 7 березня 2018    |
| Фіалко Наталія Михайлівна          | фізико-технічних і математичних наук | фізико-технічних проблем енергетики          | теплоенергетика                                          | 7 квітня 2000     |
| Хиля Володимир Петрович            | хімічних і біологічних наук          | хімії                                        | органічна хімія                                          | 7 квітня 2000     |
| Ходосовцев Олександр Євгенович     | хімічних і біологічних наук          | загальної біології                           | ботаніка                                                 | 25 квітня 2024    |
| Хома Мирослав Степанович           | фізико-технічних і математичних наук | фізико-технічних проблем матеріалознавства   | матеріалознавство, корозія металів                       | 7 березня 2018    |
| Чабай Віктор Петрович              | суспільних і гуманітарних наук       | історії, філософії та права                  | археологія                                               | 13 квітня 2012    |
| Чернишенко Іван Семенович          | фізико-технічних і математичних наук | механіки                                     | прикладна механіка                                       | 6 травня 2006     |
| Шаповалов Віктор Олександрович     | фізико-технічних і математичних наук | фізико-технічних проблем матеріалознавства   | матеріалознавство, електрометалургія тугоплавких металів | 7 березня 2018    |
| Шевченко Анатолій Іванович         | фізико-технічних і математичних наук | інформатики                                  | обчислювальні системи                                    | 6 травня 2006     |
| Шевченко Валерій Васильович        | хімічних і біологічних наук          | хімії                                        | хімія високомолекулярних сполук                          | 6 травня 2006     |
| Шевченко Лариса Іванівна           | суспільних і гуманітарних наук       | літератури, мови та мистецтвознавства        | українська мова                                          | 7 березня 2018    |
| Шидловська Наталія Анатоліївна     | фізико-технічних і математичних наук | фізико-технічних проблем енергетики          | теоретична електротехніка                                | 7 квітня 2000     |
| Шиман Леонід Миколайович           | хімічних і біологічних наук          | хімії                                        | хімія високоенергетичних речовин                         | 6 березня 2015    |
| Шимановський Олександр Віталійович | фізико-технічних і математичних наук | механіки                                     | будівельна механіка                                      | 13 квітня 2012    |
| Шинкарук Лідія Василівна           | суспільних і гуманітарних наук       | економіки                                    | економіка промисловості                                  | 13 квітня 2012    |
| Шкуратов Юрій Григорович           | фізико-технічних і математичних наук | фізики і астрономії                          | астрофізика, фізика Сонячної системи                     | 13 квітня 2012    |
| Штерн Михайло Борисович            | фізико-технічних і математичних наук | фізико-технічних проблем матеріалознавства   | матеріалознавство, міцність матеріалів                   | 13 квітня 2012    |
| Шубенко Олександр Леонідович       | фізико-технічних і математичних наук | фізико-технічних проблем енергетики          | теплотехніка                                             | 4 лютого 2009     |
| Шульга Микола Олександрович        | суспільних і гуманітарних наук       | історії, філософії та права                  | соціологія, соціоекономіка                               | 13 квітня 2012    |
| Щербина Марія Володимирівна        | фізико-технічних і математичних наук | математики                                   | теорія ймовірностей                                      | 13 квітня 2012    |
| Щипцов Олександр Анатолійович      | фізико-технічних і математичних наук | наук про Землю                               | океанологія                                              | 7 березня 2018    |
| Щукіна Наталія Геннадіївна         | фізико-технічних і математичних наук | фізики і астрономії                          | астрофізика, фізика Сонячної системи                     | 13 квітня 2012    |
| Якимчук Микола Андрійович          | фізико-технічних і математичних наук | наук про Землю                               | геологія горючих копалин                                 | 7 квітня 2000     |
| Якубова Лариса Дмитрівна           | суспільних і гуманітарних наук       | історії, філософії та права                  | історія України                                          | 7 березня 2018    |
| Ямпольський Валерій Олександрович  | фізико-технічних і математичних наук | фізики і астрономії                          | радіофізика                                              | 4 лютого 2009     |